# Jüdischer Friedhof (Dülken)

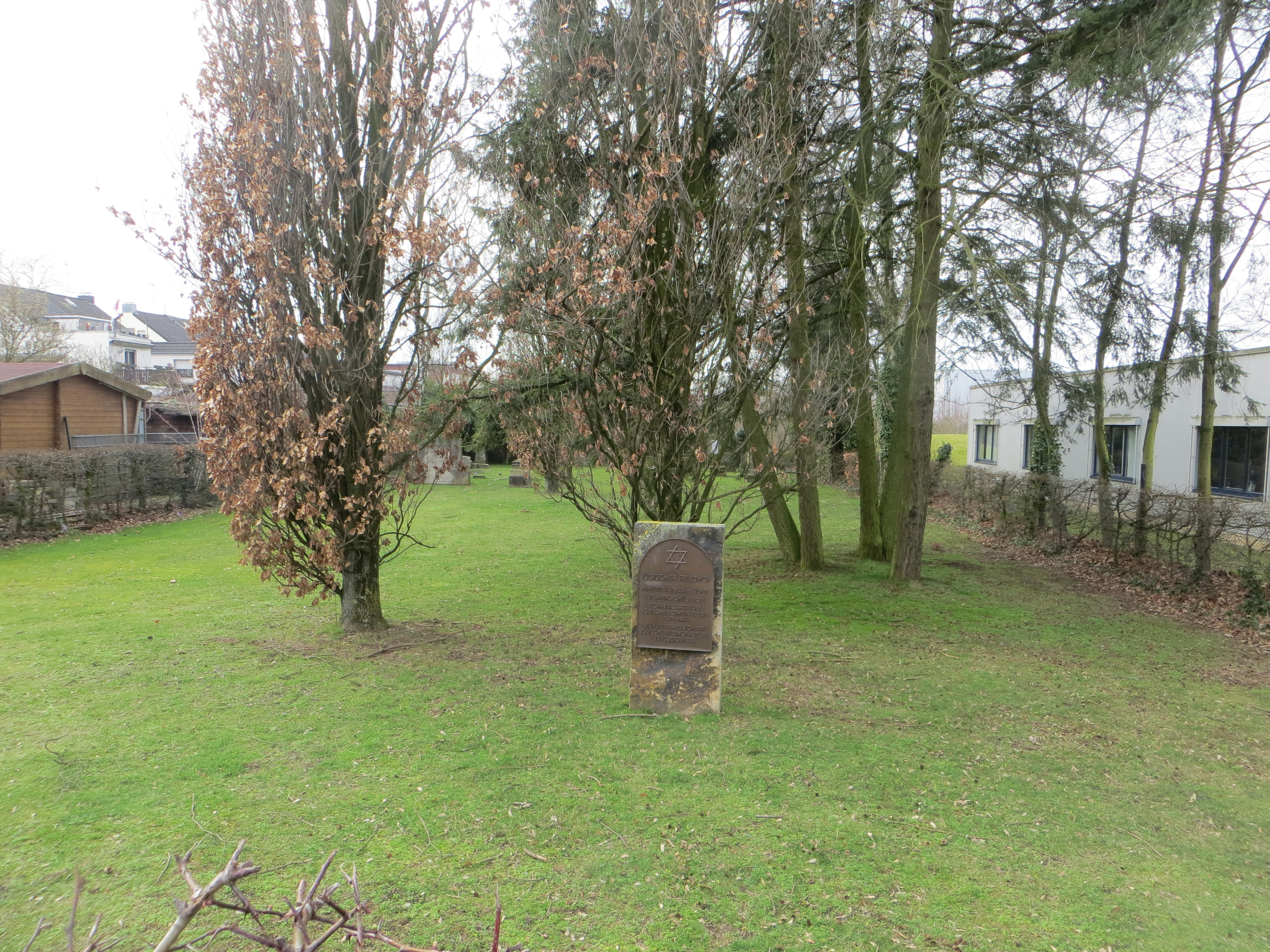
Jüdischer Friedhof Dülken (Kampweg) (März 2017)

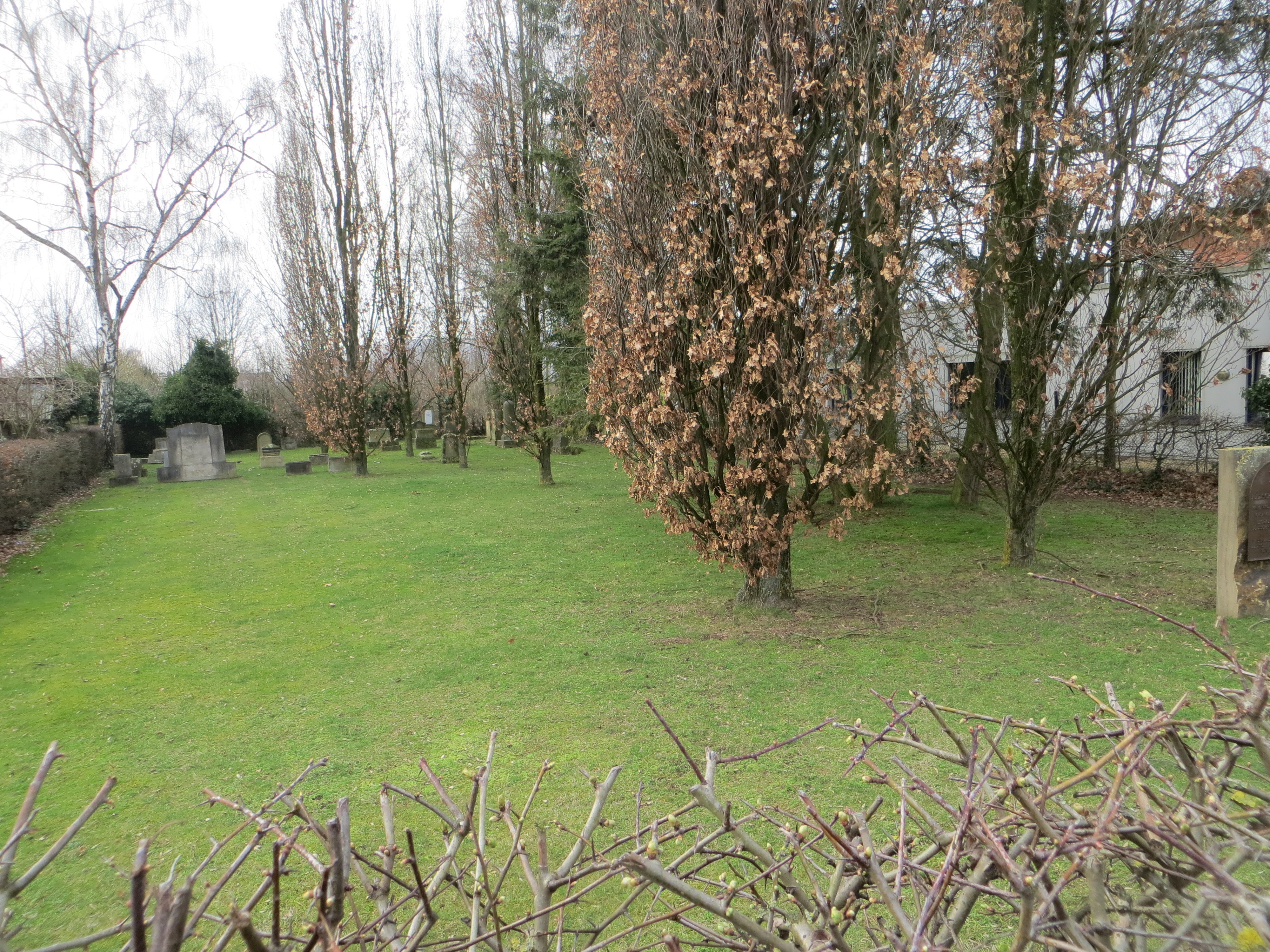
Jüdischer Friedhof Dülken (Kampweg) (März 2017)

Der Jüdische Friedhof Dülken befindet sich im Stadtteil Dülken der Stadt Viersen im Kreis Viersen in Nordrhein-Westfalen.
Auf dem Friedhof am Kampweg, der von 1874 bis 1916 belegt wurde, befinden sind 25 Grabsteine, die zum Teil stark zerstört sind. Fragmente und Sockel liegen übereinander aufgeschichtet.